# Předseda Sněmovny reprezentantů Spojených států amerických
Předseda Sněmovny reprezentantů Spojených států amerických (angl. Speaker of the United States House of Representatives, nebo jen Speaker of the House) je předsedající člen Sněmovny reprezentantů. Podle Ústavy Spojených států je po viceprezidentovi druhou osobou v pořadí, která nahrazuje prezidenta v případě, že je prezident neschopen vykonávat svůj úřad. Předseda nedohlíží na běžná jednání Sněmovny, jeho role je víceméně administrativní.

## Seznam
| Zasedání | Fotka                                                                                                  | Jméno                                                                                                  | Strana                                                                                                 | Okrsek                                                                                                 | Období                                                                                                 | |
| -------- | --- | --- | --- | --- | --- | --- |
| 1.       | | Frederick Muhlenberg                                                                                   | Pro-Administration                                                                                     | Pensylvánie at-large                                                                                   | 1. dubna 1789 – 4. března 1791                                                                         | |
| 2.       | | Jonathan Trumbull                                                                                      | Pro-Administration                                                                                     | Connecticut at-large                                                                                   | 24. října 1791 – 4. března 1793                                                                        | |
| 3.       | | Frederick Muhlenberg                                                                                   | Anti-Administration                                                                                    | Pensylvánie at-large                                                                                   | 2. prosince 1793 – 4. března 1795                                                                      | |
| 4.       | | Jonathan Dayton                                                                                        | Federalistická                                                                                         | New Jersey at-large                                                                                    | 7. prosince 1795 – 4. března 1797                                                                      | |
| 5.       | 15. května 1797 – 4. března 1799                                                                       | Jonathan Dayton                                                                                        | Federalistická                                                                                         | New Jersey at-large                                                                                    | | |
| 6.       | | Theodore Sedgwick                                                                                      | Federalistická                                                                                         | Massachusetts 1                                                                                        | 2. prosince 1799 – 4. března 1801                                                                      | |
| 7.       | | Nathaniel Macon                                                                                        | Demokraticko-republikánská                                                                             | Severní Karolína 5                                                                                     | 7. prosince 1801 – 4. března 1803                                                                      | |
| 8.       | Severní Karolína 6                                                                                     | Nathaniel Macon                                                                                        | Demokraticko-republikánská                                                                             | 17. října 1803 – 4. března 1805                                                                        | | |
| 9.       | Severní Karolína 6                                                                                     | Nathaniel Macon                                                                                        | Demokraticko-republikánská                                                                             | 2. prosince 1805 – 4. března 1807                                                                      | | |
| 10.      | | Joseph Bradley Varnum                                                                                  | Demokraticko-republikánská                                                                             | Massachusetts 4                                                                                        | 26. října 1807 – 4. března 1809                                                                        | |
| 11.      | 22. května 1809 – 4. března 1811                                                                       | Joseph Bradley Varnum                                                                                  | Demokraticko-republikánská                                                                             | Massachusetts 4                                                                                        | | |
| 12.      | | Henry Clay                                                                                             | Demokraticko-republikánská                                                                             | Kentucky 5                                                                                             | 4. listopadu 1811 – 4. března 1813                                                                     | |
| 13.      | Kentucky 2                                                                                             | Henry Clay                                                                                             | Demokraticko-republikánská                                                                             | 24. května 1813 – 19. ledna 1814                                                                       | | |
| 13.      | | Langdon Cheves                                                                                         | Demokraticko-republikánská                                                                             | Jižní Karolína 1                                                                                       | 18. ledna 1814 – 4. března 1815                                                                        | |
| 14.      | | Henry Clay                                                                                             | Demokraticko-republikánská                                                                             | Kentucky 2                                                                                             | 4. prosince 1815 – 4. března 1817                                                                      | |
| 15.      | 1. prosince 1817 – 4. března 1819                                                                      | Henry Clay                                                                                             | Demokraticko-republikánská                                                                             | Kentucky 2                                                                                             | | |
| 16.      | 6. prosince 1819 – 4. března 1820                                                                      | Henry Clay                                                                                             | Demokraticko-republikánská                                                                             | Kentucky 2                                                                                             | | |
| 16.      | | John W. Taylor                                                                                         | Demokraticko-republikánská                                                                             | New York 11                                                                                            | 15. listopadu 1820 – 4. března 1821                                                                    | |
| 17.      | | Philip Pendleton Barbour                                                                               | Demokraticko-republikánská                                                                             | Virginie 11                                                                                            | 4. prosince 1821 – 4. března 1823                                                                      | |
| 18.      | | Henry Clay                                                                                             | Demokraticko-republikánská                                                                             | Kentucky 3                                                                                             | 1. prosince 1823 – 6. března 1825                                                                      | |
| 19.      | | John W. Taylor                                                                                         | Anti-Jacksonian                                                                                        | New York 17                                                                                            | 5. prosince 1825 – 4. března 1827                                                                      | |
| 20.      | | Andrew Stevenson                                                                                       | Jacksonian                                                                                             | Virginie 9                                                                                             | 3. prosince 1827 – 4. března 1829                                                                      | |
| 21.      | 7. prosince 1829 – 4. března 1831                                                                      | Andrew Stevenson                                                                                       | Jacksonian                                                                                             | Virginie 9                                                                                             | | |
| 22.      | 5. prosince 1831 – 4. března 1833                                                                      | Andrew Stevenson                                                                                       | Jacksonian                                                                                             | Virginie 9                                                                                             | | |
| 23.      | Virginie 11                                                                                            | Andrew Stevenson                                                                                       | Jacksonian                                                                                             | 3. prosince 1833 – 2. června 1834                                                                      | | |
| 23.      | | John Bell                                                                                              | Jacksonian                                                                                             | Tennessee 7                                                                                            | 2. června 1834 – 4. března 1835                                                                        | |
| 24.      | | James K. Polk                                                                                          | Jacksonian                                                                                             | Tennessee 9                                                                                            | 7. prosince 1835 – 4. března 1837                                                                      | |
| 25.      | Demokratická                                                                                           | James K. Polk                                                                                          | 4. září 1837 – 4. března 1839                                                                          | Tennessee 9                                                                                            | | |
| 26.      | | Robert M. T. Hunter                                                                                    | Whig                                                                                                   | Virginie 9                                                                                             | 16. prosince 1839 – 4. března 1841                                                                     | |
| 27.      | | John White                                                                                             | Whig                                                                                                   | Kentucky 9                                                                                             | 31. května 1841 – 4. března 1843                                                                       | |
| 28.      | | John Winston Jones                                                                                     | Demokratická                                                                                           | Virginie 6                                                                                             | 4. prosince 1843 – 4. března 1845                                                                      | |
| 29.      | | John Wesley Davis                                                                                      | Demokratická                                                                                           | Indiana 6                                                                                              | 1. prosince 1845 – 4. března 1847                                                                      | |
| 30.      | | Robert Charles Winthrop                                                                                | Whig                                                                                                   | Massachusetts 1                                                                                        | 6. prosince 1847 – 4. března 1849                                                                      | |
| 31.      | | Howell Cobb                                                                                            | Demokratická                                                                                           | Georgie 6                                                                                              | 22. prosince 1849 – 4. března 1851                                                                     | |
| 32.      | | Linn Boyd                                                                                              | Demokratická                                                                                           | Kentucky 1                                                                                             | 1. prosince 1851 – 4. března 1853                                                                      | |
| 33.      | 5. prosince 1853 – 4. března 1855                                                                      | Linn Boyd                                                                                              | Demokratická                                                                                           | Kentucky 1                                                                                             | | |
| 34.      | | Nathaniel P. Banks                                                                                     | Know Nothing                                                                                           | Massachusetts 7                                                                                        | 2. února 1856 – 4. března 1857                                                                         | |
| 35.      | | James Lawrence Orr                                                                                     | Demokratická                                                                                           | Jižní Karolína 5                                                                                       | 7. prosince 1857 – 4. března 1859                                                                      | |
| 36.      | | William Pennington                                                                                     | Republikánská                                                                                          | New Jersey 5                                                                                           | 1. února 1860 – 4. března 1861                                                                         | |
| 37.      | | Galusha A. Grow                                                                                        | Republikánská                                                                                          | Pensylvánie 14                                                                                         | 4. července 1861 – 4. března 1863                                                                      | |
| 38.      | | Schuyler Colfax                                                                                        | Republikánská                                                                                          | Indiana 9                                                                                              | 7. prosince 1863 – 4. března 1865                                                                      | |
| 39.      | 4. prosince 1865 – 4. března 1867                                                                      | Schuyler Colfax                                                                                        | Republikánská                                                                                          | Indiana 9                                                                                              | | |
| 40.      | 4. března 1867 – 3. března 1869                                                                        | Schuyler Colfax                                                                                        | Republikánská                                                                                          | Indiana 9                                                                                              | | |
| 40.      | | Theodore M. Pomeroy                                                                                    | Republikánská                                                                                          | New York 24                                                                                            | 3. března 1869 – 4. března 1869                                                                        | |
| 41.      | | James G. Blaine                                                                                        | Republikánská                                                                                          | Maine 3                                                                                                | 4. března 1869 – 4. března 1871                                                                        | |
| 42.      | 4. března 1871 – 4. března 1873                                                                        | James G. Blaine                                                                                        | Republikánská                                                                                          | Maine 3                                                                                                | | |
| 43.      | 4. března 1873 – 4. března 1875                                                                        | James G. Blaine                                                                                        | Republikánská                                                                                          | Maine 3                                                                                                | | |
| 44.      | | Michael C. Karr                                                                                        | Demokratická                                                                                           | Indiana 3                                                                                              | 6. prosince 1875 – 19. srpna 1876                                                                      | |
| 44.      | | Samuel J. Randall                                                                                      | Demokratická                                                                                           | Pensylvánie 3                                                                                          | 4. prosince 1876 – 4. března 1877                                                                      | |
| 45.      | 15. října 1877 – 4. března 1879                                                                        | Samuel J. Randall                                                                                      | Demokratická                                                                                           | Pensylvánie 3                                                                                          | | |
| 46.      | 18. března 1879 – 4. března 1881                                                                       | Samuel J. Randall                                                                                      | Demokratická                                                                                           | Pensylvánie 3                                                                                          | | |
| 47.      | | J. Warren Keifer                                                                                       | Republikánská                                                                                          | Ohio 8                                                                                                 | 5. prosince 1881 – 4. března 1883                                                                      | |
| 48.      | | John G. Carlisle                                                                                       | Demokratická                                                                                           | Kentucky 6                                                                                             | 3. prosince 1883 – 4. března 1885                                                                      | |
| 49.      | 7. prosince 1885 – 4. března 1887                                                                      | John G. Carlisle                                                                                       | Demokratická                                                                                           | Kentucky 6                                                                                             | | |
| 50.      | 5. prosince 1887 – 4. března 1889                                                                      | John G. Carlisle                                                                                       | Demokratická                                                                                           | Kentucky 6                                                                                             | | |
| 51.      | | Thomas Brackett Reed                                                                                   | Republikánská                                                                                          | Maine 1                                                                                                | 2. prosince 1889 – 4. března 1891                                                                      | |
| 52.      | | Charles Frederick Crisp                                                                                | Demokratická                                                                                           | Georgia 3                                                                                              | 8. prosince 1891 – 4. března 1893                                                                      | |
| 53.      | 7. srpna 1893 – 4. března 1895                                                                         | Charles Frederick Crisp                                                                                | Demokratická                                                                                           | Georgia 3                                                                                              | | |
| 54.      | | Thomas Brackett Reed                                                                                   | Republikánská                                                                                          | Maine 1                                                                                                | 2. prosince 1895 – 4. března 1897                                                                      | |
| 55.      | 15. března 1897 – 4. března 1899                                                                       | Thomas Brackett Reed                                                                                   | Republikánská                                                                                          | Maine 1                                                                                                | | |
| 56.      | | David B. Henderson                                                                                     | Republikánská                                                                                          | Iowa 3                                                                                                 | 4. prosince 1899 – 4. března 1901                                                                      | |
| 57.      | 2. prosince 1901 – 4. března 1903                                                                      | David B. Henderson                                                                                     | Republikánská                                                                                          | Iowa 3                                                                                                 | | |
| 58.      | | Joseph Gurney Cannon                                                                                   | Republikánská                                                                                          | Illinois 18                                                                                            | 9. listopadu 1903 – 4. března 1905                                                                     | |
| 59.      | 4. prosince 1905 – 4. března 1907                                                                      | Joseph Gurney Cannon                                                                                   | Republikánská                                                                                          | Illinois 18                                                                                            | | |
| 60.      | 2. prosince 1907 – 4. března 1909                                                                      | Joseph Gurney Cannon                                                                                   | Republikánská                                                                                          | Illinois 18                                                                                            | | |
| 61.      | 15. března 1909 – 4. března 1911                                                                       | Joseph Gurney Cannon                                                                                   | Republikánská                                                                                          | Illinois 18                                                                                            | | |
| 62.      | | Champ Clark                                                                                            | Demokratická                                                                                           | Missouri 9                                                                                             | 4. dubna 1911 – 4. března 1913                                                                         | |
| 63.      | 7. dubna 1913 – 4. března 1915                                                                         | Champ Clark                                                                                            | Demokratická                                                                                           | Missouri 9                                                                                             | | |
| 64.      | 6. prosince 1915 – 4. března 1917                                                                      | Champ Clark                                                                                            | Demokratická                                                                                           | Missouri 9                                                                                             | | |
| 65.      | 2. dubna 1917 – 4. března 1919                                                                         | Champ Clark                                                                                            | Demokratická                                                                                           | Missouri 9                                                                                             | | |
| 66.      | | Frederick H. Gillett                                                                                   | Republikánská                                                                                          | Massachusetts 2                                                                                        | 19. května 1919 – 4. března 1921                                                                       | |
| 67.      | 11. dubna 1921 – 4. března 1923                                                                        | Frederick H. Gillett                                                                                   | Republikánská                                                                                          | Massachusetts 2                                                                                        | | |
| 68.      | 5. prosince 1923 – 4. března 1925                                                                      | Frederick H. Gillett                                                                                   | Republikánská                                                                                          | Massachusetts 2                                                                                        | | |
| 69.      | | Nicholas Longworth                                                                                     | Republikánská                                                                                          | Ohio 1                                                                                                 | 7. prosince 1925 – 4. března 1927                                                                      | |
| 70.      | 5. prosince 1927 – 4. března 1929                                                                      | Nicholas Longworth                                                                                     | Republikánská                                                                                          | Ohio 1                                                                                                 | | |
| 71.      | 15. dubna 1929 – 4. března 1931                                                                        | Nicholas Longworth                                                                                     | Republikánská                                                                                          | Ohio 1                                                                                                 | | |
| 72.      | | John Nance Garner                                                                                      | Demokratická                                                                                           | Texas 15                                                                                               | 7. prosince 1931 – 4. března 1933                                                                      | |
| 73.      | | Henry Thomas Rainey                                                                                    | Demokratická                                                                                           | Illinois 20                                                                                            | 9. března 1933 – 19. srpna 1934                                                                        | |
| 74.      | | Jo Byrns                                                                                               | Demokratická                                                                                           | Tennessee 5                                                                                            | 3. ledna 1935 – 4. června 1936                                                                         | |
| 74.      | | William B. Bankhead                                                                                    | Demokratická                                                                                           | Alabama 7                                                                                              | 4. června 1936 – 3. ledna 1937                                                                         | |
| 75.      | 5. ledna 1937 – 3. ledna 1939                                                                          | William B. Bankhead                                                                                    | Demokratická                                                                                           | Alabama 7                                                                                              | | |
| 76.      | 3. ledna 1939 – 15. září 1940                                                                          | William B. Bankhead                                                                                    | Demokratická                                                                                           | Alabama 7                                                                                              | | |
| 76.      | | Sam Rayburn                                                                                            | Demokratická                                                                                           | Texas 4                                                                                                | 16. září 1940 – 3. ledna 1941                                                                          | |
| 77.      | 3. ledna 1941 – 3. ledna 1943                                                                          | Sam Rayburn                                                                                            | Demokratická                                                                                           | Texas 4                                                                                                | | |
| 78.      | 6. ledna 1943 – 3. ledna 1945                                                                          | Sam Rayburn                                                                                            | Demokratická                                                                                           | Texas 4                                                                                                | | |
| 79.      | 3. ledna 1945 – 3. ledna 1947                                                                          | Sam Rayburn                                                                                            | Demokratická                                                                                           | Texas 4                                                                                                | | |
| 80.      | | Joseph W. Martin Jr.                                                                                   | Republikánská                                                                                          | Massachusetts 14                                                                                       | 3. ledna 1947 – 3. ledna 1949                                                                          | |
| 81.      | | Sam Rayburn                                                                                            | Demokratická                                                                                           | Texas 4                                                                                                | 3. ledna 1949 – 3. ledna 1951                                                                          | |
| 82.      | 3. ledna 1951 – 3. ledna 1953                                                                          | Sam Rayburn                                                                                            | Demokratická                                                                                           | Texas 4                                                                                                | | |
| 83.      | | Joseph W. Martin Jr.                                                                                   | Republikánská                                                                                          | Massachusetts 14                                                                                       | 3. ledna 1953 – 3. ledna 1955                                                                          | |
| 84.      | | Sam Rayburn                                                                                            | Demokratická                                                                                           | Texas 4                                                                                                | 3. ledna 1955 – 3. ledna 1957                                                                          | |
| 85.      | 3. ledna 1957 – 3. ledna 1959                                                                          | Sam Rayburn                                                                                            | Demokratická                                                                                           | Texas 4                                                                                                | | |
| 86.      | 7. ledna 1959 – 3. ledna 1961                                                                          | Sam Rayburn                                                                                            | Demokratická                                                                                           | Texas 4                                                                                                | | |
| 87.      | 3. ledna 1961 – 16. listopadu 1961                                                                     | Sam Rayburn                                                                                            | Demokratická                                                                                           | Texas 4                                                                                                | | |
| 87.      | | John McCormack                                                                                         | Demokratická                                                                                           | Massachusetts 12                                                                                       | 10. ledna 1962 – 3. ledna 1963                                                                         | |
| 88.      | Massachusetts 9                                                                                        | John McCormack                                                                                         | Demokratická                                                                                           | 9. ledna 1963 – 3. ledna 1965                                                                          | | |
| 89.      | Massachusetts 9                                                                                        | John McCormack                                                                                         | Demokratická                                                                                           | 4. ledna 1965 – 3. ledna 1967                                                                          | | |
| 90.      | Massachusetts 9                                                                                        | John McCormack                                                                                         | Demokratická                                                                                           | 10. ledna 1967 – 3. ledna 1969                                                                         | | |
| 91.      | Massachusetts 9                                                                                        | John McCormack                                                                                         | Demokratická                                                                                           | 3. ledna 1969 – 3. ledna 1971                                                                          | | |
| 92.      | | Carl Albert                                                                                            | Demokratická                                                                                           | Oklahoma 3                                                                                             | 21. ledna 1971 – 3. ledna 1973                                                                         | |
| 93.      | 3. ledna 1973 – 3. ledna 1975                                                                          | Carl Albert                                                                                            | Demokratická                                                                                           | Oklahoma 3                                                                                             | | |
| 94.      | 14. ledna 1975 – 3. ledna 1977                                                                         | Carl Albert                                                                                            | Demokratická                                                                                           | Oklahoma 3                                                                                             | | |
| 95.      | | Tip O'Neill                                                                                            | Demokratická                                                                                           | Massachusetts 8                                                                                        | 4. ledna 1977 – 3. ledna 1979                                                                          | |
| 96.      | 15. ledna 1979 – 3. ledna 1981                                                                         | Tip O'Neill                                                                                            | Demokratická                                                                                           | Massachusetts 8                                                                                        | | |
| 97.      | 5. ledna 1981 – 3. ledna 1983                                                                          | Tip O'Neill                                                                                            | Demokratická                                                                                           | Massachusetts 8                                                                                        | | |
| 98.      | 3. ledna 1983 – 3. ledna 1985                                                                          | Tip O'Neill                                                                                            | Demokratická                                                                                           | Massachusetts 8                                                                                        | | |
| 99.      | 3. ledna 1985 – 3. ledna 1987                                                                          | Tip O'Neill                                                                                            | Demokratická                                                                                           | Massachusetts 8                                                                                        | | |
| 100.     | | Jim Wright                                                                                             | Demokratická                                                                                           | Texas 12                                                                                               | 6. ledna 1987 – 3. ledna 1989                                                                          | |
| 101.     | 3. ledna 1989 – 6. června 1989                                                                         | Jim Wright                                                                                             | Demokratická                                                                                           | Texas 12                                                                                               | | |
| 101.     | | Tom Foley                                                                                              | Demokratická                                                                                           | Washington 5                                                                                           | 6. června 1989 – 3. ledna 1991                                                                         | |
| 102.     | 3. ledna 1991 – 3. ledna 1993                                                                          | Tom Foley                                                                                              | Demokratická                                                                                           | Washington 5                                                                                           | | |
| 103.     | 5. ledna 1993 – 3. ledna 1995                                                                          | Tom Foley                                                                                              | Demokratická                                                                                           | Washington 5                                                                                           | | |
| 104.     | | Newt Gingrich                                                                                          | Republikánská                                                                                          | Georgie 6                                                                                              | 4. ledna 1995 – 3. ledna 1997                                                                          | |
| 105.     | 7. ledna 1997 – 3. ledna 1999                                                                          | Newt Gingrich                                                                                          | Republikánská                                                                                          | Georgie 6                                                                                              | | |
| 106.     | | Dennis Hastert                                                                                         | Republikánská                                                                                          | Illinois 14                                                                                            | 6. ledna 1999 – 3. ledna 2001                                                                          | |
| 107.     | 3. ledna 2001 – 3. ledna 2003                                                                          | Dennis Hastert                                                                                         | Republikánská                                                                                          | Illinois 14                                                                                            | | |
| 108.     | 7. ledna 2003 – 3. ledna 2005                                                                          | Dennis Hastert                                                                                         | Republikánská                                                                                          | Illinois 14                                                                                            | | |
| 109.     | 3. ledna 2005 – 3. ledna 2007                                                                          | Dennis Hastert                                                                                         | Republikánská                                                                                          | Illinois 14                                                                                            | | |
| 110.     | | Nancy Pelosiová                                                                                        | Demokratická                                                                                           | Kalifornie 8                                                                                           | 4. ledna 2007 – 3. ledna 2009                                                                          | |
| 111.     | 6. ledna 2009 – 3. ledna 2011                                                                          | Nancy Pelosiová                                                                                        | Demokratická                                                                                           | Kalifornie 8                                                                                           | | |
| 112.     | | John Boehner                                                                                           | Republikánská                                                                                          | Ohio 8                                                                                                 | 5. ledna 2011 – 3. ledna 2013                                                                          | |
| 113.     | 3. ledna 2013 – 3. ledna 2015                                                                          | John Boehner                                                                                           | Republikánská                                                                                          | Ohio 8                                                                                                 | | |
| 114.     | 6. ledna 2015 – 29. října 2015                                                                         | John Boehner                                                                                           | Republikánská                                                                                          | Ohio 8                                                                                                 | | |
| 114.     | | Paul Ryan                                                                                              | Republikánská                                                                                          | Wisconsin 1                                                                                            | 29. října 2015 – 3. ledna 2017                                                                         | |
| 115.     | 3. ledna 2017 – 3. ledna 2019                                                                          | Paul Ryan                                                                                              | Republikánská                                                                                          | Wisconsin 1                                                                                            | | |
| 116.     | | Nancy Pelosiová                                                                                        | Demokratická                                                                                           | Kalifornie 12                                                                                          | 3. ledna 2019 – 3. ledna 2021                                                                          | |
| 117.     | 3. ledna 2021 – 3. ledna 2023                                                                          | Nancy Pelosiová                                                                                        | Demokratická                                                                                           | Kalifornie 12                                                                                          | | |
| 118.     | | Kevin McCarthy                                                                                         | Republikánská                                                                                          | Kalifornie 20                                                                                          | 7. ledna 2023 – 3. října 2023                                                                          | |
| 118.     | Post byl po odvolání Kevina McCarthyho uprázdněn, pro tempore byl jmenován republikán Patrick McHenry. | Post byl po odvolání Kevina McCarthyho uprázdněn, pro tempore byl jmenován republikán Patrick McHenry. | Post byl po odvolání Kevina McCarthyho uprázdněn, pro tempore byl jmenován republikán Patrick McHenry. | Post byl po odvolání Kevina McCarthyho uprázdněn, pro tempore byl jmenován republikán Patrick McHenry. | Post byl po odvolání Kevina McCarthyho uprázdněn, pro tempore byl jmenován republikán Patrick McHenry. | Post byl po odvolání Kevina McCarthyho uprázdněn, pro tempore byl jmenován republikán Patrick McHenry. |
| 119.     | | Mike Johnson                                                                                           | Republikánská                                                                                          | Louisiana 4                                                                                            | od 25. října 2023                                                                                      | |